# Ruggell
Ruggell är en ort och kommun i norra Liechtenstein med 2 185 invånare.